# Legge di guerra (film 1961)
Legge di guerra è un film del 1961 diretto da Bruno Paolinelli.

## Trama
L'azione si svolge in Jugoslavia, nel 1943. Dopo l'attentato ad un treno militare germanico, che è costato la vita a tre soldati, il comando tedesco ordina che, per rappresaglia, vengano fucilati trenta ostaggi, presi a caso nel più vicino villaggio, se il colpevole dell'attentato non si consegnerà spontaneamente entro un'ora e mezzo. Il maestro del villaggio, autore del sabotaggio, è preda di contrastanti sentimenti. Si ribella all'idea che trenta innocenti paghino con la vita l'azione da lui compiuta, ma il comandante della formazione partigiana di cui fa parte gli ha ordinato di non costituirsi poiché il sabotaggio rientra nelle normali azioni di guerra e la responsabilità del massacro ricadrebbe interamente sui Tedeschi. Per l'arrivo di rinforzi divenuto impossibile un colpo di mano partigiano per tentare di liberare i prigionieri, coloro che hanno una persona cara fra i condannati decidono di trovare per loro conto il responsabile e consegnarlo al plotone di esecuzione. I sospetti si concentrano sull'orologiaio del paese, un uomo inviso a tutti e ben noto per il suo carattere violento. L'uomo viene arrestato e consegnato ai Tedeschi, i quali rilasciano gli ostaggi. Il nuovo aspetto del dramma induce il maestro a risolvere in modo eroico il dilemma della sua coscienza. Egli non può permettere che un innocente venga ucciso al suo posto solo perché la gente lo ha scelto come capro espiatorio: l'azione di guerra si trasformerebbe così in un assassinio. Si presenta quindi ai Tedeschi i quali lo fucilano davanti alla chiesa, dopo aver liberato l'orologiaio.

## Critica
(Leo Pestelli, La Stampa, 15 giugno 1961)